# Shen Jiji
Pour les articles homonymes, voir Shen.
Œuvres principales
Le Songe dans l'oreiller
Shen Jiji est un écrivain chinois, né vers 750 à Suzhou, mort en 800.

## Biographie
Shen Jiji est né à Suzhou vers 750. Protégé du ministre Yang Yan (en), il exerce diverses fonctions à la cour avant d'être exilé à Chuzhou (actuelle Lishui, Zhejiang). Il exerce par la suite de nouvelles fonctions au ministère des Rites. Historien, il est l'auteur des Chroniques véridiques de l'ère Jianzhong (Jianzhong shilu).

## Œuvre

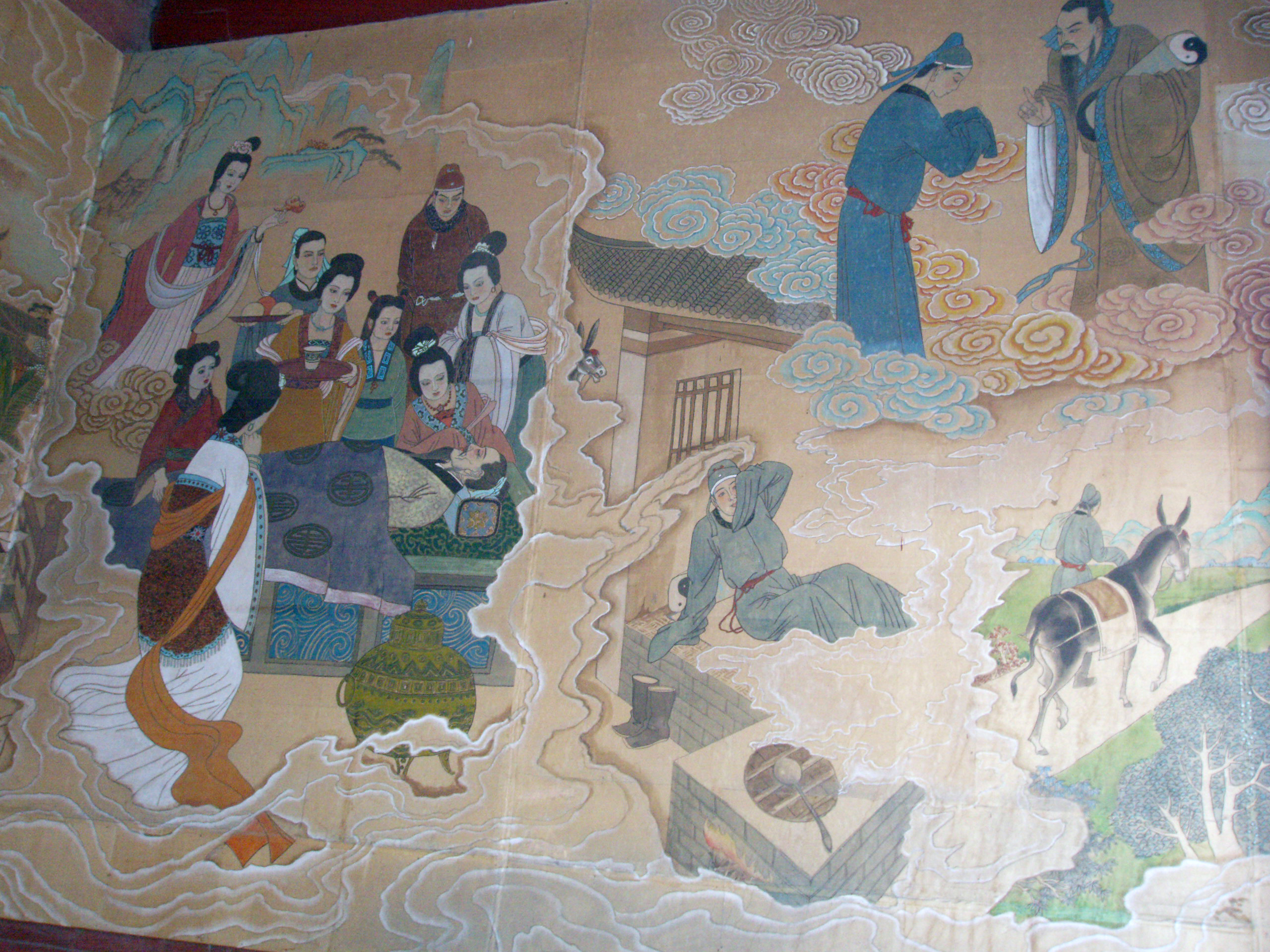
Peinture murale illustrant Le Songe dans l'oreiller

Shen Jiji est passé à la postérité pour ses nouvelles en langue classique (chuanqi), dans le genre du fantastique. Le Songe dans l'oreiller, connu aussi sous le titre Le Rêve du millet jaune, est notamment un chef-d'œuvre du genre. Un lettré aux ambitions frustrées fait la rencontre dans une auberge du taoïste Lü, pendant que l'aubergiste est en train de faire cuire un plat de millet. Le lettré s'endort sur un oreiller prêté par le taoïste. Tous ses rêves semblent alors se réaliser : mariage, carrière, honneurs. Or tout ceci n'est qu'un songe qui s'est achevé avant la fin de la cuisson du plat. Le lettré réalise alors la vanité de ses désirs.

## Traductions
- Shen Jiji, Ren la Renarde Fée, dans Contes de la dynastie des Tang, Éditions en langues étrangères, Pékin, 1958, rééd. 1986
- Chen Ki-Tsi, Le Songe à l'intérieur de l'oreiller, trad. Li Tche-houa, dans Roger Caillois, Puissances du rêve, 1962.
- Pauvre renarde. Biographie de dame Ren (Renshi zhuan de Shen Jiji), trad. André Lévy, dans Histoires d'amour et de mort de la Chine ancienne. Chefs-d'œuvre de la nouvelle (Dynastie des Tang. 618-907). I, Aubier, 1992, rééd. GF-Flammarion, 1997.
- L'Oreiller magique. Mémoires du dedans d'un oreiller, trad. André Lévy, dans Histoires extraordinaires et récits fantastiques de la Chine ancienne. Chefs-d'œuvre de la nouvelle (Dynastie des Tang. 618-907). II, Aubier, 1993, rééd. GF-Flammarion, 1998.